# (100212) 1994 PV3
(100212) 1994 PV3 es un asteroide perteneciente al cinturón de asteroides, descubierto el 10 de agosto de 1994 por Eric Walter Elst desde el Observatorio de La Silla, Chile.

## Designación y nombre
Designado provisionalmente como 1994 PV3.

## Características orbitales
1994 PV3 está situado a una distancia media del Sol de 3,121 ua, pudiendo alejarse hasta 3,809 ua y acercarse hasta 2,434 ua. Su excentricidad es 0,220 y la inclinación orbital 14,37 grados. Emplea 2014 días en completar una órbita alrededor del Sol.

## Características físicas
La magnitud absoluta de 1994 PV3 es 15,1.